# Dawid Bartos
Dawid Bartos (ur. 25 grudnia 1978 w Świętochłowicach, zm. 29 stycznia 2025) – polski piłkarz, który występował na pozycji bocznego pomocnika lub obrońcy.

## Życiorys
Karierę rozpoczynał w Ruchu Chorzów, w którym już jako senior grał w latach 1997, 1998, 2000, 2001, 2003 aż do jesieni 2005. Występował też dla KS Myszków oraz niemieckiego SG Sonnenhof Großaspach. Od wiosny 2006 występował w Górniku Zabrze. Grał także w Hetmanie Zamość oraz w Zagłębiu Sosnowiec.
Od rundy wiosennej sezonu 2008/2009 bronił barw Tura Turek. W dniu 27 maja 2009 klub rozwiązał z nim kontrakt. Później grał jeszcze w Porońcu Poronin, Watrze Białka Tatrzańska i KS Zakopane. Karierę zakończył w 2021 w Asach Zakopane, na szczeblu klasy B.